# 스즈메다역
스즈메다역(일본어: 雀田駅)은 일본 야마구치현 산요오노다시에 위치한 서일본 여객철도 오노다 선의 철도역이다. 이 역부터 나가토모토야마역까지 이르는 오노다 선 모토야마 지선의 기.종점역이기도 하며, 섬식 승강장 1면 2선의 구조를 갖춘 지상역이다.

## 타는 곳
| 남측 (0) | ■ 오노다 선 | 모토야마 선 | 나가토모토야마 방면    |                          |
| 남측 (0) | ■ 오노다 선 | 상행        | 우베신카와 방면        | 나가토모토야마 역 시발만 |
| 북측 (1) | ■ 오노다 선 | 상행        | 우베신카와 방면        |                          |
| 북측 (1) | ■ 오노다 선 | 하행        | 오노다코 · 오노다 방면 |                          |

## 이용 현황
| 승차 인원 추이 | 승차 인원 추이 |
| 연도           | 1일 평균       |
| -------------- | -------------- |
| 1999           | 214            |
| 2000           | 213            |
| 2001           | 214            |
| 2002           | 204            |
| 2003           | 184            |
| 2004           | 194            |
| 2005           | 188            |
| 2006           | 174            |
| 2007           | 180            |
| 2008           | 176            |
| 2009           | 164            |
| 2010           | 182            |
| 2011           | 180            |
| 2012           | 157            |
| 2013           | 143            |
| 2014           | 119            |

## 역 주변
- 산요오노다 시립 야마구치 도쿄 이과 대학
- 오노다 적십자 병원

## 인접 역
| 서일본 여객철도 오노다 선             | 서일본 여객철도 오노다 선 | 서일본 여객철도 오노다 선       |
| ------------------------------------- | ------------------------- | ------------------------------- |
| 나가토나가사와 이노 · 우베신카와 방면 | ■ 오노다 선               | 오노다코 스즈메다 · 오노다 방면 |
| 시·종착역                             | ■ 모토야마 지선           | 하마고치 나가토모토야마 방면    |